# Крашевский, Каэтан
Каетан Крашевский (пол. Kajetan Kraszewski; 11 марта 1827, Долхэ, Пружанский уезд — 1 июля 1896, с. Старый Куплин, того же уезда) — польский писатель; автор большого количества романов и пьес, а также истории семьи Крашевских. Младший брат Юзефа и Люциана Крашевских.

## Биография
Родился в деревне Долгое (теперь в Пружанском районе) в семье помещиков. Учился в Свислочской гимназии.
16 сентября 1854 года женился на Марии Руликовской. После смерти отца в 1864 году получил в наследство фамильное поместье Романов. Занялся перестройкой усадьбы начала XIX века, потерпевшей от пожара. Организовал в имении астрономическую обсерваторию, в которую привёз оборудование из Мюнхена, Берлина, Вены, Парижа. В самом имении вводил современные принципы ведения хозяйства, закупал сельскохозяйственные машины, заложил сады и оранжереи.
С женой Марией имели пятерых детей, двое из которых были глухонемыми. Родители сами их воспитывали, адаптируя к жизни, в результатае чего сын Богуслав научился говорить.
Умер на родине, в Старом Куплине. Был похоронен в фамильной часовне в Долгом, теперь его останки сохраняются в фамильном склепе в Вишнице.
Имел библиотеку в 10 тысяч томов, среди которых коллекции Сапег, старопечатные книги и рукописи; коллекцию польских исторических портретов  XVI—XVIII вв., коллекцию оружия и других исторических предметов. После смерти Каэтана, его сын, Кшиштоф пожертвовал часть коллекции книг библиотеке имени Лопатинского в Люблине, архивные материалы — Ягеллонской библиотеке. Однако большинство экспонатов погибло в Романове во время второй мировой войны.

## Деятельность
Писатель и драматург, автор исторических повестей, зарисовок и мемуаров, действия которых происходят преимущественно в Белоруссии. Именно благодаря его записям сохранилось описание родовой усадьбы в Долгом. Также писал комедии, стихи, интересовался карикатурой; выполнял любительские портреты для медальонов.
Занимался музыкой. Создал несколько концертов, сонат и миниатюр для фортепиано.